# Naceradim de Tus
Coja Maomo ibne Haçane de Tus (em persa:  محمد بن محمد بن الحسن طوسی; romaniz.: Khawaja Muhammad ibn Muhammad ibn Hasan Tusi; Tus, Coração,  18 de fevereiro de 1201 — Kadhimiya, distrito da região metropolitana de Bagdá, 26 de junho de 1274), mais conhecido como Naceradim/Nassurdim de Tus (em persa: نصیر الدین طوسی; romaniz.: Nasir al-Din al-Tusi) ou somente Tusi, no Ocidente, foi um polímata persa, escritor prolífico, arquiteto,  astrônomo, biólogo, químico, matemático, filósofo, médico, físico, cientista, teólogo e  Marja Taqleed [carece de fontes?]. O estudioso muçulmano Ibne Caldune (1332-1406) considerava Tusi o maior dos sábios da região.